# Oberhofen am Irrsee
Oberhofen am Irrsee osztrák község Felső-Ausztria Vöcklabrucki járásában. 2018 januárjában 1646 lakosa volt.

## Elhelyezkedése

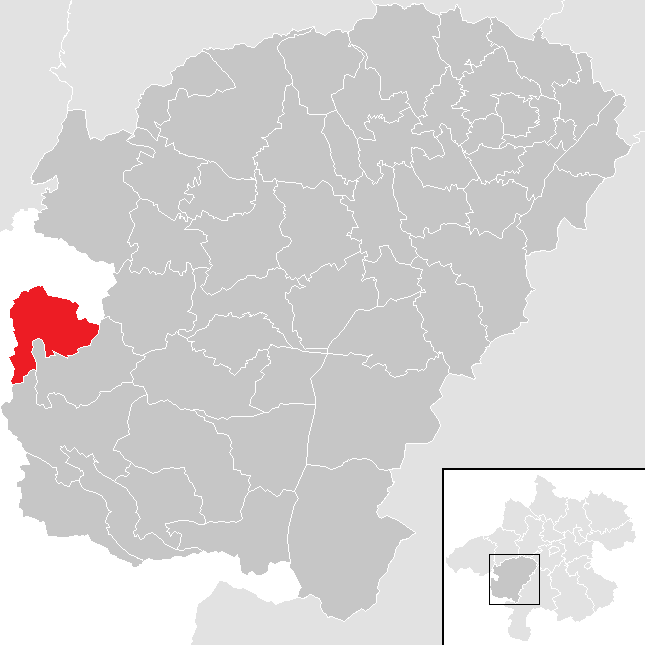
Oberhofen am Irrsee a Vöcklabrucki járásban

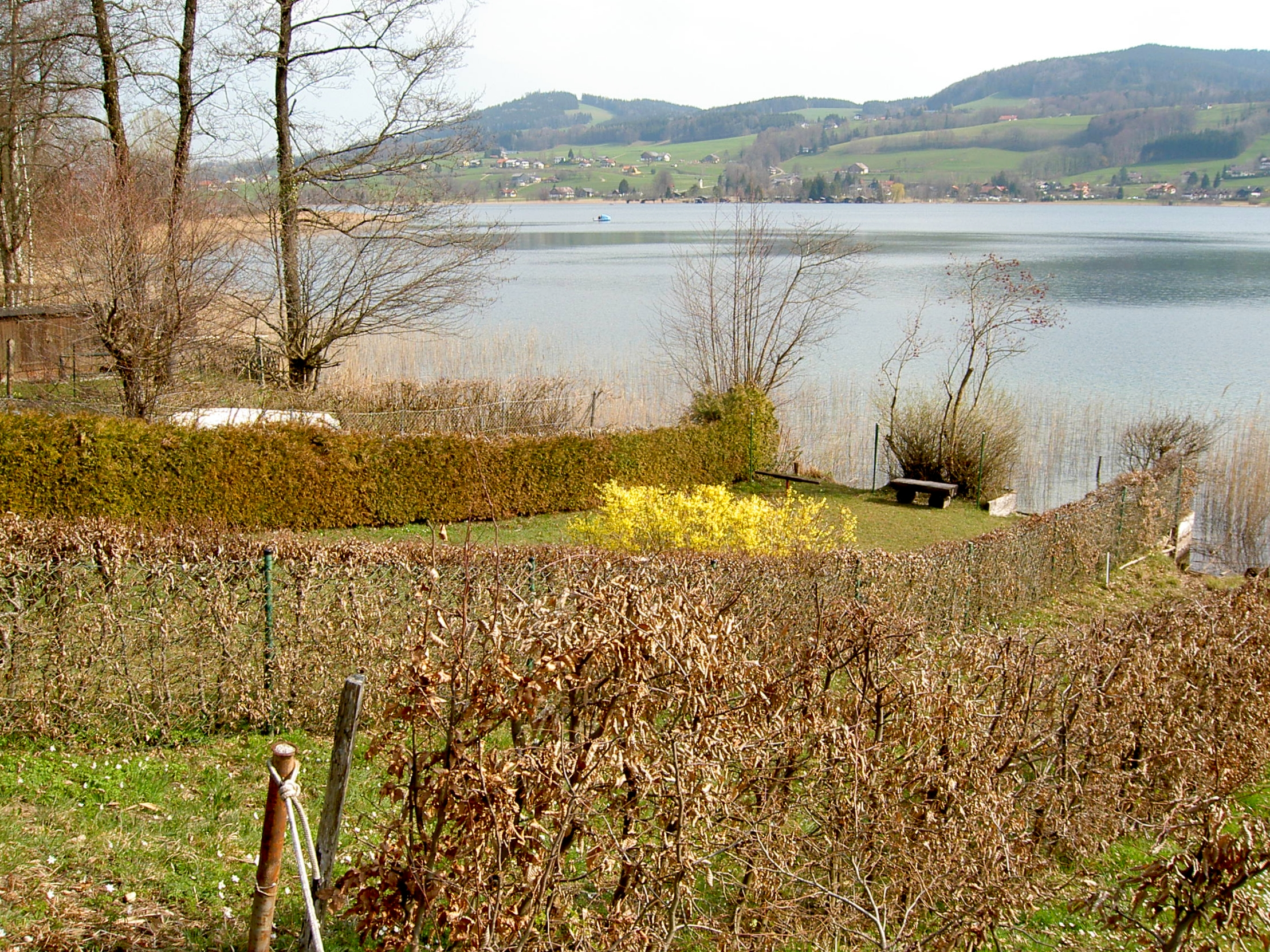
Az Irrsee Oberhofennél

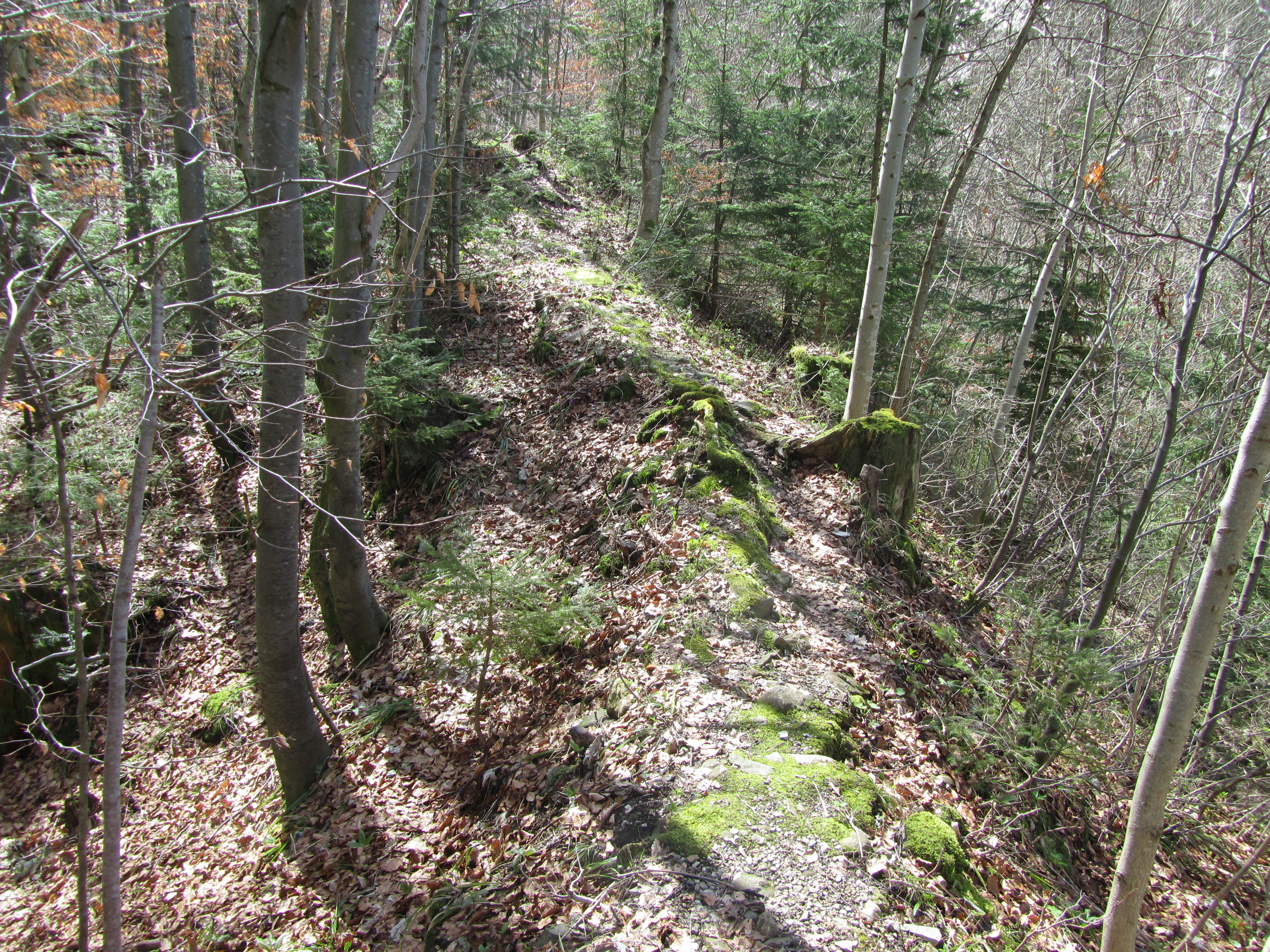
Wildeneck várának romjai

Oberhofen am Irrsee Felső-Ausztria Hausruckviertel régiójában, a Salzkammergut tóvidékén helyezkedik el, az Irrsee északi partján. Legjelentősebb folyóvízei a Mühlbach és a Riedelbach. Területének 34%-a erdő, 59% áll mezőgazdasági művelés alatt. Az önkormányzat 20 településrészt és falut egyesít: Berg (44 lakos 2018-ban), Brunnberg (16), Eichenweg (88), Fischhof (72), Gegend (155), Gewerbegebiet-Salzweg (7), Haslach (28), Haslau (4), Höhenroith (59), Laiter (171), Oberhofen am Irrsee (173), Obernberg (87), Rabenschwand (187), Römerhof (149), Salzweg (109), Schoibern (20), Schweibern (37),Steinbach (16), Stock (31) és Wegdorf (193). 
A környező önkormányzatok: délnyugatra Zell am Moos, délre Tiefgraben, nyugatra Neumarkt am Wallersee, északra Straßwalchen (utóbbi kettő Salzburg tartományban).

## Története
A község eredetileg a Bajor Hercegség keleti határán helyezkedett el, a 12. században viszont átkerült Ausztriához. A középkorban Kogl várának uradalmához tartozott. 1490-ben, a hercegség felosztásakor az Enns fölötti Ausztria része lett. A napóleoni háborúk során több alkalommal megszállták. 
Oberhofen 1784-ben vált önálló egyházközséggé. Az önkormányzat az 1848-as bécsi forradalom után 1851-ben jött létre és akkor még Rabenschwand nevét viselte. 1860-ban megnyílt az Erzsébet császárné-vasútvonal, melynek állomását az oberhofeni egyházközség után nevezték el, így 1864-ben a község is felvette az Oberhofen nevet. 
A köztársaság 1918-as megalakulásakor Felső-Ausztria tartományhoz sorolták. Miután Ausztria 1938-ban csatlakozott a Német Birodalomhoz, az Oberdonaui gau része lett; a második világháború után visszakerült Felső-Ausztriához. 

## Lakosság
Az Oberhofen am Irrsee-i önkormányzat területén 2018 januárjában 1646 fő élt. A lakosságszám 1939 óta gyarapodó tendenciát mutat. 2015-ben a helybeliek 92,9%-a volt osztrák állampolgár; a külföldiek közül 4,2% a régi (2004 előtti), 2,1% az új EU-tagállamokból érkezett. 2001-ben a lakosok 88,7%-a római katolikusnak, 1,7% evangélikusnak, 1,7% mohamedánnak, 5% pedig felekezeten kívülinek vallotta magát. Ugyanekkor 5 magyar élt a községben.  

## Látnivalók
- a Szt. Balázs-plébániatemplom

## Fordítás
- Ez a szócikk részben vagy egészben  az   Oberhofen am Irrsee című német Wikipédia-szócikk ezen változatának fordításán alapul.  Az eredeti cikk szerkesztőit annak laptörténete sorolja fel. Ez a jelzés csupán a megfogalmazás eredetét és a szerzői jogokat jelzi, nem szolgál a cikkben szereplő információk forrásmegjelöléseként.